# Fotoluminiscencia

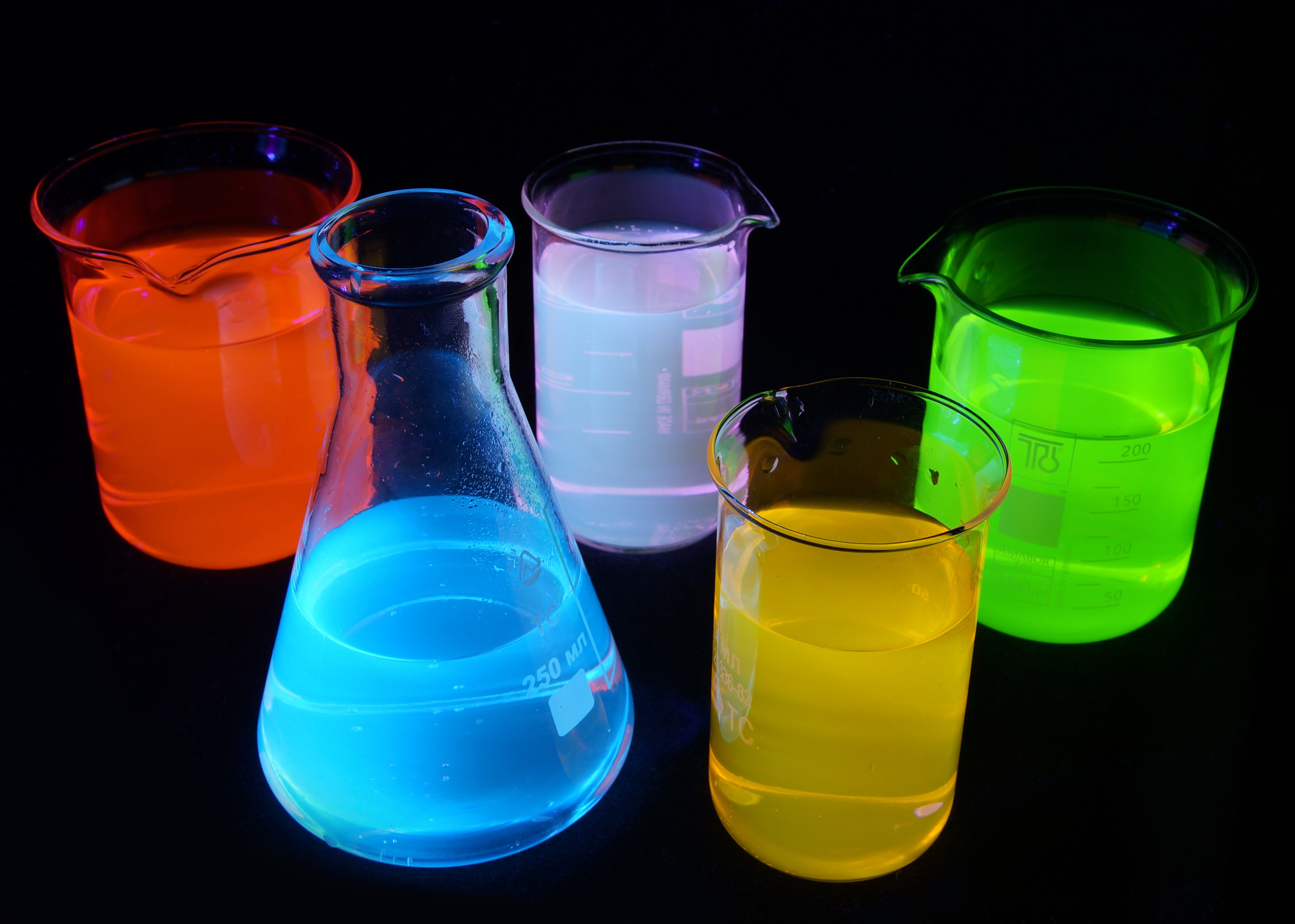
Soluciones fluorescentes bajo luz ultravioleta. Los fotones absorbidos se reemiten rápidamente bajo longitudes de onda electromagnéticas más largas.

La fotoluminiscencia es la emisión de luz de cualquier forma de materia después de la absorción de fotones (radiación electromagnética). Es una de las muchas formas de luminiscencia (emisión de luz) y se inicia por fotoexcitación (es decir, fotones que excitan a los electrones a un nivel de energía más alto en un átomo), de ahí el prefijo foto-. Usualmente, la luz de excitación es ultravioleta o visible, y la luz emitida por el material luminiscente tiene una longitud de onda mayor. Los rayos X en particular producen una intensa luminiscencia. Después de la excitación, se producen típicamente varios procesos de relajación en los que se vuelven a irradiar otros fotones. Los períodos de tiempo entre la absorción y la emisión pueden variar.
La observación de fotoluminiscencia a una determinada energía puede verse como una indicación de que un electrón pobló un estado excitado asociado con esta energía de transición.
Si bien esto es generalmente cierto en los átomos y sistemas similares, las correlaciones y otros fenómenos más complejos también actúan como fuentes de fotoluminiscencia en sistemas de muchos cuerpos, como los semiconductores. Un enfoque teórico para manejar esto viene dado por las ecuaciones de luminiscencia de semiconductores.